# Joaquín Iglesias
José Joaquín Iglesias Pino de Arce, (Cajamarca, 1822-Lima, 1888) fue un militar y político peruano. Fue presidente del Consejo de Ministros y ministro de Gobierno, durante el gobierno de su hermano, el general Miguel Iglesias (1885).

## Biografía
Fue hijo de Lorenzo Iglesias Espinach (rico hacendado español de Cajamarca, en el norte peruano) y Rosa Pino de Arce. Fue hermano de Miguel Iglesias, que llegó a ser presidente del Perú. 
Apoyó a su hermano Miguel a lo largo de su trayectoria política que se inició con el llamado Grito de Montán del 31 de agosto de 1882, en el que exigía que el Perú firmase la paz con Chile, aún con cesiones territoriales.
Miguel Iglesias se rodeó de sus parientes inmediatos para organizar su gobierno. Así, estuvieron a su lado sus hermanos Joaquín y Lorenzo Iglesias, su sobrino político Vidal García y García, y su cuñado Mariano Castro Zaldívar. El gobierno de Iglesias se instaló primero en Cajamarca, donde convocó a una Asamblea General, mientras que el resto del país le demostraba su repudio.
Con la ayuda de los chilenos, Miguel Iglesias extendió su autoridad al resto del país y se instaló en Lima. Negoció la firma del tratado de paz con Chile, que se concretó en el Tratado de Ancón suscrito el 20 de octubre de 1883. Elegido diputado por la provincia de Contumazá, integró el Congreso Constituyente de 1884, el mismo que aprobó el Tratado de Ancón (tratado de paz entre Perú y Chile).
Tras los gabinetes presididos por Manuel Antonio Barinaga y Mariano Castro Zaldívar, se instaló el presidido por Joaquín Iglesias, que fue el último del gobierno de Miguel Iglesias. Joaquín asumió el portafolio de Gobierno, siendo el resto de ministros los siguientes: Baltasar García Urrutia (Relaciones Exteriores); monseñor Manuel Tovar y Chamorro (Justicia); Manuel Galup (Hacienda); y Juan Martín Echenique (Guerra y Marina).
Finalizado el gobierno de su hermano, Joaquín se retiró a la vida privada. Falleció en Chorrillos, Lima, en 1888.